# استفان لانگمن
استفان لانگمن (انگلیسی: Stefan Langemann؛ زادهٔ ۱۱ ژوئیهٔ ۱۹۹۰) بازیکن فوتبال اهل آلمان است.
از باشگاه‌هایی که در آن بازی کرده‌است می‌توان به باشگاه فوتبال آرمینیا بیله‌فلد اشاره کرد.